# 鲁维
鲁维（西班牙语，加泰隆尼亞語發音：[ruˈβi]）是西班牙巴塞罗那省的一个市镇。总面积32平方公里，总人口61159人（2001年），人口密度1911人/平方公里。

## 友好城市
- 法國 克利希